# London Underground 1973 Stock
London Underground 1973 Stock (często określany jako 1973 Tube Stock lub po prostu 1973 Stock) – typ elektrycznych zespołów trakcyjnych wyprodukowanych przez nieistniejącą już firmę Metro-Cammell dla metra londyńskiego w latach 1972–75 i wprowadzonych do eksploatacji w latach 1975–77. Zbudowano 88 zestawów, składających się z sześciu wagonów, w tym dwóch sterowniczych (skąd maszynista steruje pociągiem). W latach 1995–2000 wszystkie przeszły modernizację w zakładach firmy Bombardier Transportation.
Przez całą swoją historię pociągi 1973 Stock służyły do obsługi Piccadilly line, gdzie zastąpiły zestawy klasy 1959 Stock. Obecnie w godzinach szczytu pracuje na niej 76 składów tego typu. 

## Galeria

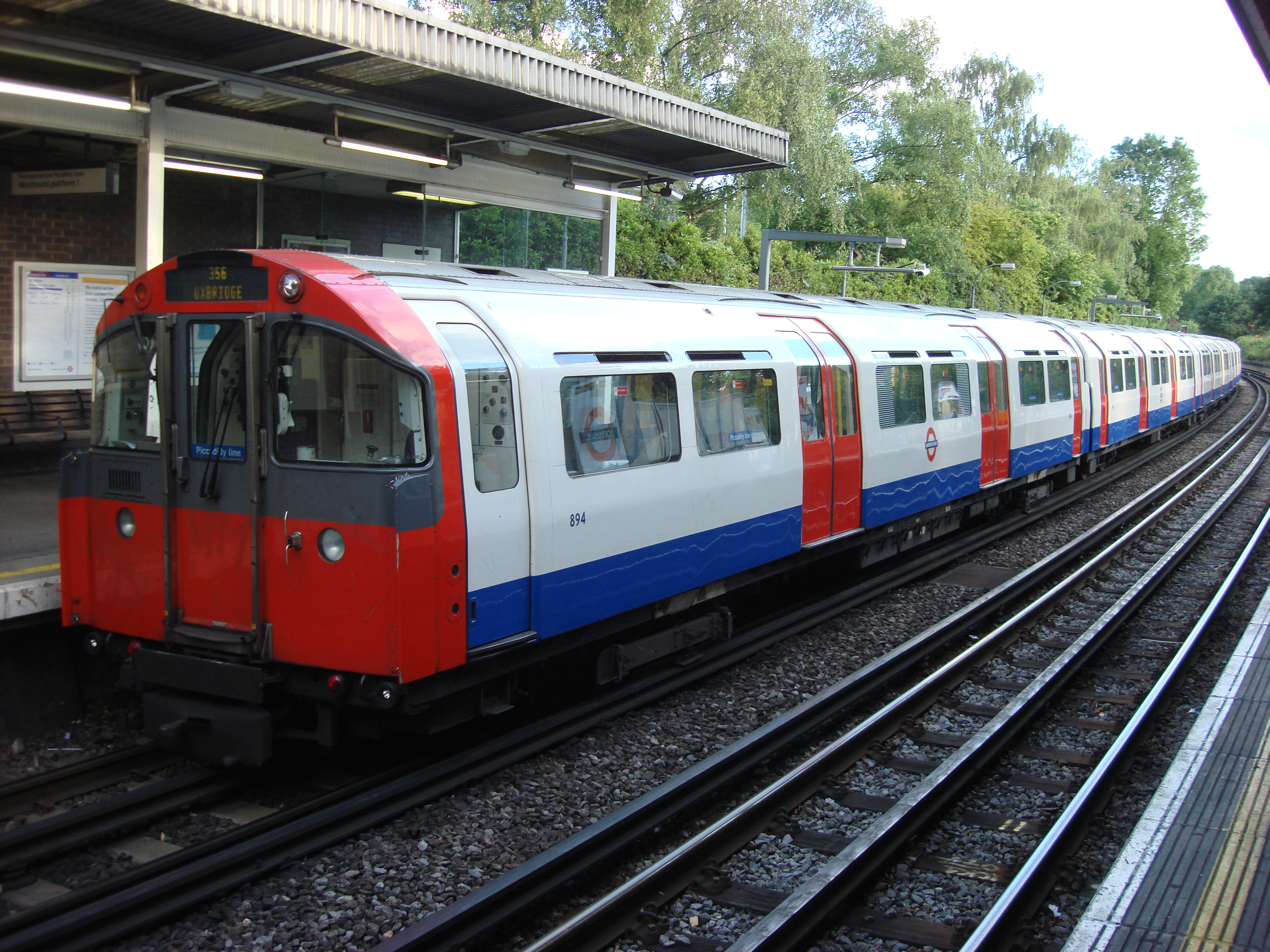
Pociąg podczas postoju na stacji naziemnej
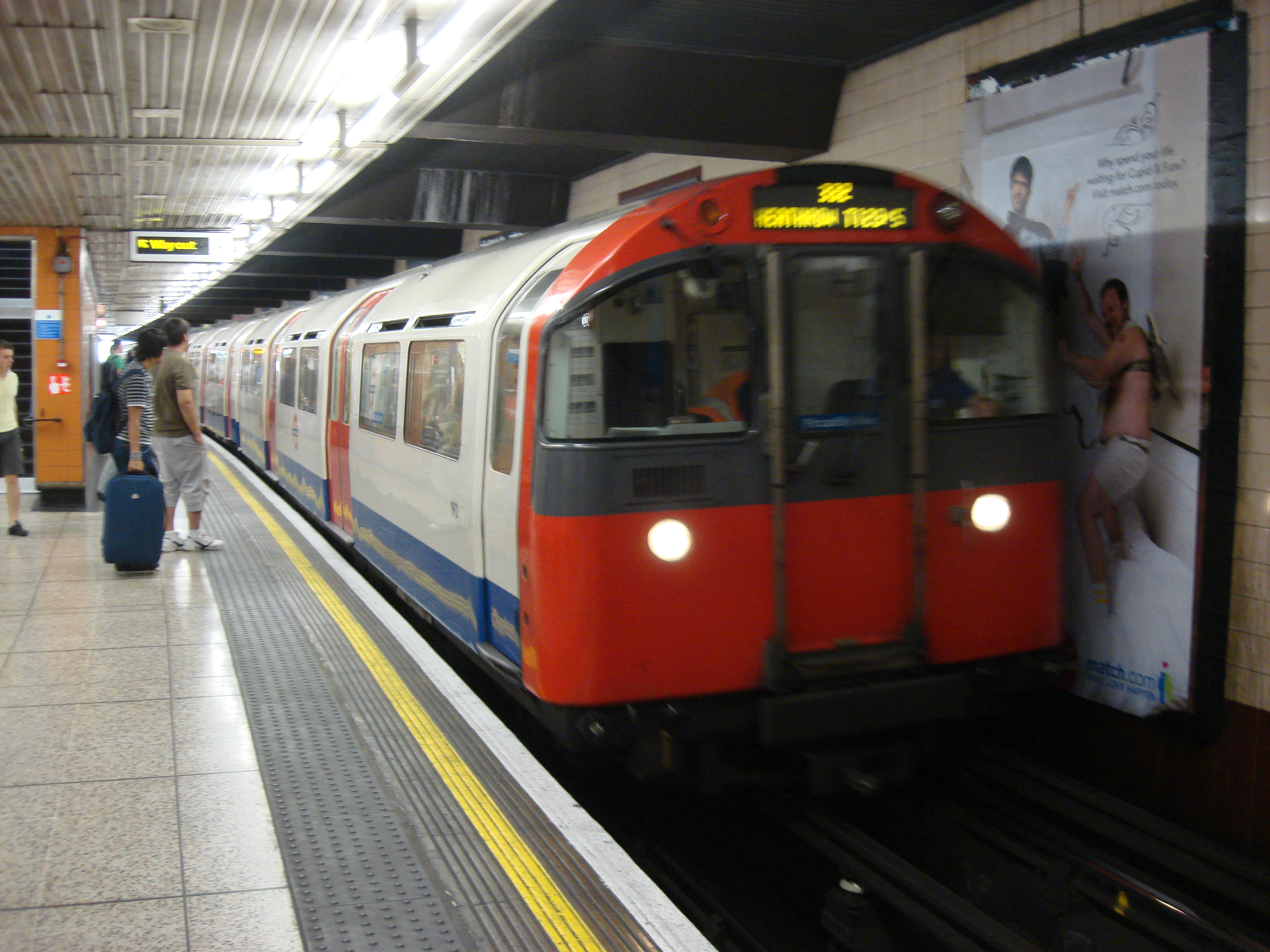
Pociąg na stacji podziemnej
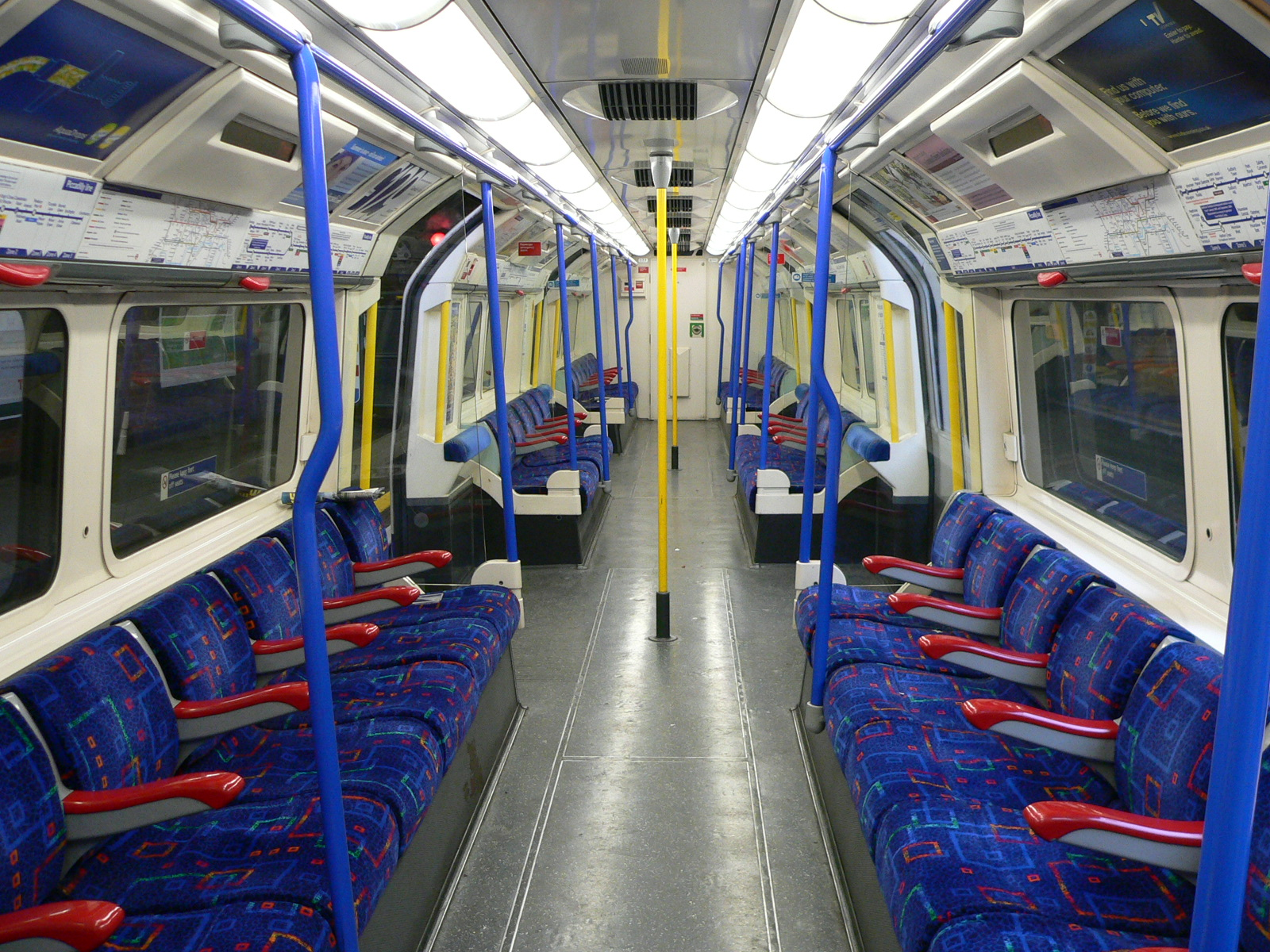
Wnętrze po modernizacji z lat 1995-2000
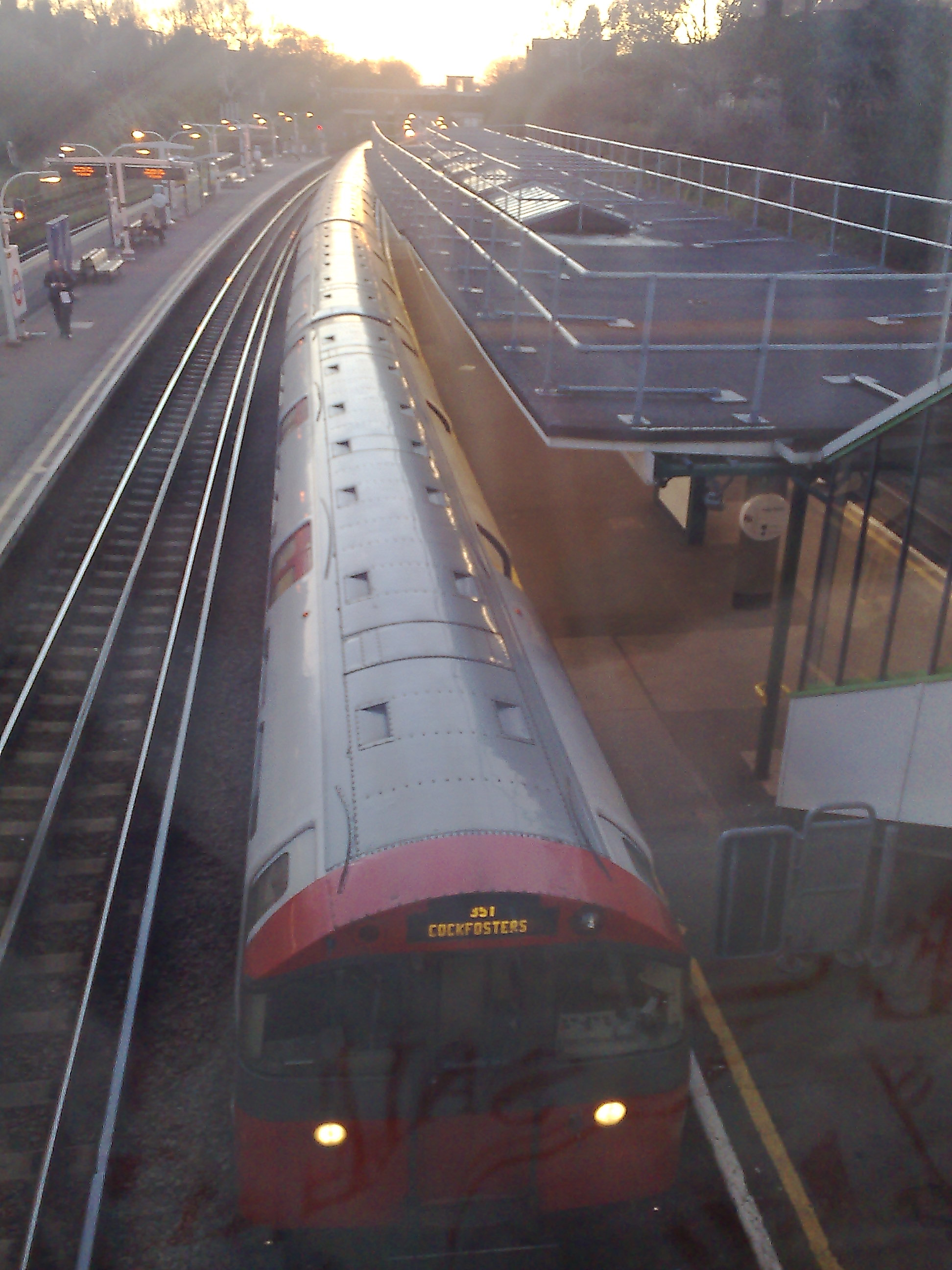
Skład widziany z góry